# Резня в Агуас-Бланкас
Резня в Агуас-Бланкас (исп. Masacre de Aguas Blancas) — массовое убийство мирного населения, произошедшее 28 июня 1995 года в муниципалитете Коюка-де-Бенетес, штат Герреро, Мексика. По официальной версии, в результате инцидента 28 июня 1995 года 17 крестьян были убиты и 21 человек получил ранения. 
В мае 1995 года Крестьянская организация Южной Сьерры (исп. Organización Campesina de la Sierra Sur) представила тогдашнему губернатору штата Герреро Рубену Фигероа Алькосеру список требований, включавший вывод армии и полиции из горной местности. Ответом на это стало увеличение военного присутствия. 24 мая исчез бывший активист Organización Campesina de la Sierra Sur Хильберто Ромеро Васкес.
28 июня 1995 года члены Organización Campesina de la Sierra Sur направлялись в Атояк-де-Альварес на марш протеста с требованием освободить Хильберто Ромеро Васкеса, арестованного более месяца назад (и с тех пор не представшего перед судом). Они также требовали организации питьевого водоснабжения, открытия школ, больниц и обустройства дорог. По словам выживших, они попали в засаду, устроенную полицией, и несколько человек были расстреляны в упор. Некоторые моменты этих событий были засняты на видео самой полицией. Впоследствии погибшим крестьянам в руки было вложено оружие, и полиция заявила, что её сотрудники действовали в целях самообороны.
Одним из результатов этого инцидента стало создание Народно-революционной армии — левой партизанской организации.
Есть основания предполагать, что эта расправа была спланирована.
Предположительно, секретарь правительства штата Хосе Рубен Роблес Каталан и глава полиции штата Густаво Олеа Годой ожидали в вертолёте поблизости от места событий и взлетели сразу после первого выстрела. Губернатор штата Рубен Фигероа Алькосер ранее беседовал с Марией де ла Лус Нуньес Рамос, председателем муниципалитета Атояк-де-Альварес, и заявил, что были приняты меры, чтобы шествующие не добрались до Атояка, и что власти остановят их любыми средствами. После столкновения он снова поговорил с Рамос, сказав: «Они пришли за войной, и они её получили. Кто здесь власть, мы, или не мы?». Несмотря на свою первоначальную защиту действий полиции, Фигероа Алькосер в итоге 12 марта 1996 года ушёл в отставку с поста губернатора штата Герреро.